# NGC 5363
NGC 5363 (również PGC 49547 lub UGC 8847) – galaktyka eliptyczna (Egas), znajdująca się w gwiazdozbiorze Panny. Odkrył ją William Herschel 19 stycznia 1784 roku.